# Khani Abad
Khani Abad  est un quartier du centre-ville de Téhéran, en Iran.